# 拉乌尔卡德
拉乌尔卡德（法語：Lahourcade，法語發音：[la.uʁkad]）是法国大西洋比利牛斯省的一个市镇，位于该省中东部，属于奥洛龙-圣玛丽区。

## 地理
拉乌尔卡德（43°21'15"N, 0°37'2"W）面积10.94 平方千米，位于法国新阿基坦大区大西洋比利牛斯省，该省份为法国东南部省份，涵盖了贝阿恩与北巴斯克，西临大西洋比斯開灣，北至朗德省，东北接热尔省，东临上比利牛斯省，南与西班牙接壤。
与拉乌尔卡德接壤的市镇（或旧市镇、城区）包括：拉戈尔、吕克德贝阿恩、莫南、穆朗克斯、诺盖尔、帕尔迪、奥斯-马尔西永。

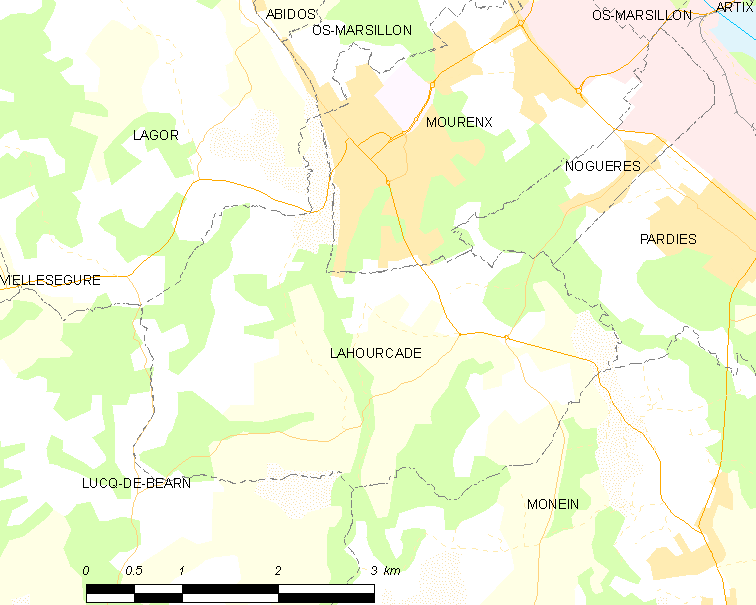
拉乌尔卡德的OSM定位图

拉乌尔卡德的时区为UTC+01:00、UTC+02:00（夏令时）。

## 行政
拉乌尔卡德的邮政编码为64150，INSEE市镇编码为64306。

## 政治
拉乌尔卡德所属的省级选区为贝阿恩中心县。

## 人口

1962-2008年间拉乌尔卡德人口变化图示

拉乌尔卡德于2022年1月1日时的人口数量为710人。